# ISPCC
La Sociedad Irlandesa para la Prevención de la Crueldad hacia los Niños (Irish Society for the Prevention of Cruelty to Children, ISPCC) es una organización benéfica dedicada a mejorar las condiciones de vida de niños y jóvenes. Provee servicios útiles para los niños y sus familias, además de defender sus derechos. 
ISPCC es conocida por su servicio telefónico confidencial, Childline; esta línea telefónica de apoyo está disponible para recibir llamados de todo aquel ciudadano preocupado por una situación que afecte a un menor de edad.
Fue fundada como sucesora de la Sociedad Nacional para la Prevención de la Crueldad contra los Niños, la cual operó en Irlanda desde 1889 hasta 1956. Su primera rama fue fundada en Dublín en mayo de 1889, con anexos en Cork y Belfast que se fundaron en 1891.

## Servicios
La ISPCC provee de un gran número de servicios. En el año 2022 la línea Childline atendió más de 100000 consultas a través del teléfono, página web y su servicio de chat online. La sociedad publica un reporte anual con detalles acerca del volumen y tipo de llamadas recibidas y los motivos por los cuales los menores requieren sus servicios.
Childline es gratuita, anónima y confidencial y está disponible las 24 horas del día.

## Historia

### Inspectores
Cada rama de esta institución y de su predecesora (la National Society for the Prevention of Cruelty to Children) tuvo un inspector a cargo, el cual era compensado con un salario y una vivienda que servía como oficina local  Their job was to investigate child abuse or neglect.. Casi todos los reclutados eran hombres que habían servido anteriormente en el ejército o la policía, y respondían a un comité local de voluntarios . Estos trabajadores vestían un uniforme marrón y se los conocía como los "trabajadores anti crueldad" .
Cada inspector hacía su trabajo de forma independiente y no era responsable ante el comité de su rama local, aunque sí rendía cuentas a su secretario honorario; era obligación del inspector reportarse ante sus superiores 

### Condiciones sociales
Entre las décadas de 1930 y 1940, muchas familias irlandesas vivían en condiciones escuálidas. Hasta la década de 1950, los reportes de esta sociedad describían gráficamente las condiciones precarias en las cuales éstas vivían, al mismo tiempo que abogaban por que los niños en dichas condiciones sean emplazados en nuevas familias en lugar de ser enviados a escuelas industriales .
Cuando John Charles McQuaid (entonces arzobispo de Dublín) se convirtió en asociado en 1956, hubo cambios en las membresías ya que no estaba a favor de que organizaciones sociales como la ISPCC sean protestantes y se dedicó a reclutar a un gran número de católicos para que ocupen puestos de jerarquía en la misma 

### Cambios en el rol de la sociedad
En 1968, los inspectores fueron reemplazados por trabajadores sociales y en 1970 una dependencia del Departamento de Salud (An Roinn Sláinte) se hizo cargo de algunas de las funciones de la ISPCC .

### Escuelas industriales
Tanto la ISPCC como la NSPCC estuvieron involucradas en matricular a niños carenciados en las llamadas "escuelas industriales", aunque su rol no es conocido con exactitud debido a la falta de registros históricos - la sociedad ha declarado que algunos de ellos fueron perdidos en un incendio ocurrido en sus oficinas en 1961, mientras que otros fueron extraviados con el traspaso de mando en 1956 . Frank Duff (un activista religioso) criticó el papel de la sociedad en una carta al arzobispo McQuaid en 1941 .
La Comisión encargada del Informe Cica concluyó que la sociedad había cumplido un rol importante en enviar a los niños a dichas escuelas. La principal razón por la cual los menores eran enviados allí era su situación de pobreza - aunque la idea de otorgar ayuda financiera a las familias de origen era apoyada por la sociedad desde 1951 . 

## Financiamiento y gastos
La ISPCC se financia en más de un 90% a partir de donaciones, tanto públicas como privadas. En 2011 recaudó 6,5 millones de euros. Más de un tercio de ese dinero fue destinado a la promoción y campañas de recaudación de fondos 

## Controversias
En 1999 el entonces jefe ejecutivo Cian O'Tighearnaigh renunció a su puesto luego de ser acusado de fraude en relación con el no pago de las comisiones debidas a los recaudadores. Posteriormente obtuvo una orden judicial que prohibía al Ministerio Público iniciar un proceso contra él basándose en que la demora en iniciar un proceso penal le había perjudicado en la obtención de un juicio justo 
En septiembre de 2011 una publicidad de la ISPCC titulada "No puedo esperar a ser mayor" en la cual se representaba el abuso de un hombre adulto hacia un niño varón fue censurada por la Autoridad por los Estándares en Publicidad en Irlanda (ASAI) por no respetar las reglas respecto a la equidad de género. La ASAI puntualizó que los anuncios previos de esta entidad también estaban protagonizados por abusadores masculinos y que "la representación de los varones como únicos abusadores va en contra de las disposiciones de nuestro Código". Dicho código establece que "las comunicaciones comerciales deben respetar el principio de igualdad entre varones y mujeres" y "deben evitar estereotipos de género y cualquier explotación o muestra de degradación". La ISPCC técnicamente cumplió con el pedido de remover el video de su propio sitio web pero no lo hizo con el video subido a la plataforma 
YouTube y reclamó que la decisión de la ASAI les dificultaría realizar material de concientización del abuso infantil en el futuro 

## Embajadores
Entre ellos se encuentran Brian O'Driscoll, Colin Farrell, Damien Duff, 
Emeli Sandé, Gary Barlow, Hozier, Ian Dempsey, Jamie Heaslip, Jessie J, Little Mix, Louis Walsh, Michael Bublé, Niall Horan, Robbie y Claudine Keane, Ryan Tubridy, Saoirse Ronan, Westlife y The Wanted. 